# Duiquer ratllat
El duiquer ratllat (Cephalophus zebra) és un petit duiquer que viu a la Costa d'Ivori i Libèria.
Els duiquers ratllats tenen un pelatge daurat o marró vermellós amb unes distintives ratlles semblants a les de les zebres, marques fosques a la part superior de les potes i la cara rogenca. Fan fins a 90 centímetres de llarg i 45 d'alçada i pesen fins a 20 kg. Les seves banyes fan 4,5 cm de llarg en els mascles i només 2,25 cm en les femelles.
Els duiquers ratllats viuen en selves pluvials primàries, on s'alimenten de fulles i fruita. La Unió Internacional per a la Conservació de la Natura (UICN) els considera una espècie vulnerable. Se n'estima la població salvatge en 28.000 individus.